# 李家慶 (籃球運動員)
李家慶（1992年1月11日—）是臺灣前男子籃球運動員、教練，場上主打前鋒位置。

## 生平
李家慶生於高雄，南投人，擁有賽德克族血統，父親是前現代五項國手李金和，母親蕭素鳳是排球運動員，哥哥是前輕艇國手李漢城，弟弟是籃球運動員李家耀，李家慶畢業於明仁國中、南山高中，2013年為了轉型從國立臺灣師範大學轉學至輔仁大學就讀，擁有2008年U18亞青賽、2010年U18亞青賽、2011年U19世青賽與2014年亞大籃國手資歷，2015年9月在超級籃球聯賽新人選秀會第二輪獲得金門酒廠青睞，2017年轉戰東南亞職業籃球聯賽寶島夢想家，2019年褪下球衣擔任太子國中籃球隊教練。

## 外部連結
- 李家慶在fiba.basketball（英语）
- 李家慶在fiba.basketball（英语）
- 李家慶在archive.fiba.com（archived）（英语）
- 李家慶在archive.fiba.com（archived）（英语）
- 李家慶在Eurobasket.com（球員）（英语）
- 李家慶在RealGM（英语）
- 李家慶在Proballers（英语）